# Жилино (Сокольский район)
Жилино — деревня в Сокольском районе Вологодской области.
Входит в состав Чучковского сельского поселения, с точки зрения административно-территориального деления — в Чучковский сельсовет. Расположена к северу от автодороги А123.
Расстояние по автодороге до районного центра Сокола — 88 км, до центра муниципального образования Чучкова — 6 км. Ближайшие населённые пункты — Иваново, Никольское, Павлово, Пепельниково.
По переписи 2002 года население составляет 4 человека.